# Gran Premio de Estados Unidos de Motociclismo de 2008
El Gran Premio de Estados Unidos de Motociclismo de 2008 (oficialmente Red Bull U.S. Grand Prix) fue la  undécima prueba del Campeonato del mundo de 2008. Tuvo lugar en el fin de semana del 18 al 20 de julio de 2008 en el circuito de Laguna Seca, situado en Monterey, estado de California, Estados Unidos.
Solo estaba programada La categoría de MotoGP, que fue ganada por Valentino Rossi, completaron el podio Casey Stoner y Chris Vermeulen.

## Resultados MotoGP
En la primera vuelta el español Jorge Lorenzo, sufrió una grave caída que le provocó una lesión.Tres vueltas después, tuvo lugar la acción más polémica del gran premio. Valentino Rossi adelantó en el conocido sacacorchos a Casey Stoner en una maniobra al límite, de esta manera el italiano conseguía que el australiano no se escapase en solitario, y tras un error de Stoner, Valentino cabalgó en su Yamaha hacia el triunfo.
| Pos     | N.º | Piloto           | Constructor | Vueltas | Tiempo    | Parrilla | Puntos |
| ------- | --- | ---------------- | ----------- | ------- | --------- | -------- | ------ |
| 1       | 46  | Valentino Rossi  | Yamaha      | 32      | 44:04.311 | 2        | 25     |
| 2       | 1   | Casey Stoner     | Ducati      | 32      | +13.001   | 1        | 20     |
| 3       | 7   | Chris Vermeulen  | Suzuki      | 32      | +26.609   | 8        | 16     |
| 4       | 4   | Andrea Dovizioso | Honda       | 32      | +34.901   | 9        | 13     |
| 5       | 69  | Nicky Hayden     | Honda       | 32      | +35.663   | 3        | 11     |
| 6       | 14  | Randy de Puniet  | Honda       | 32      | +37.668   | 6        | 10     |
| 7       | 24  | Toni Elias       | Ducati      | 32      | +41.629   | 10       | 9      |
| 8       | 11  | Ben Spies        | Suzuki      | 32      | +41.927   | 13       | 8      |
| 9       | 52  | James Toseland   | Yamaha      | 32      | +43.019   | 5        | 7      |
| 10      | 56  | Shinya Nakano    | Honda       | 32      | +44.391   | 12       | 6      |
| 11      | 12  | Jamie Hacking    | Kawasaki    | 32      | +46.258   | 17       | 5      |
| 12      | 50  | Sylvain Guintoli | Ducati      | 32      | +55.273   | 14       | 4      |
| 13      | 15  | Alex de Angelis  | Honda       | 32      | +55.521   | 16       | 3      |
| 14      | 5   | Colin Edwards    | Yamaha      | 32      | +1:02.380 | 7        | 2      |
| 15      | 65  | Loris Capirossi  | Suzuki      | 32      | +1:08.207 | 11       | 1      |
| 16      | 33  | Marco Melandri   | Ducati      | 32      | +1:10.962 | 15       |        |
| 17      | 13  | Anthony West     | Kawasaki    | 32      | +1 Vuelta | 18       |        |
| Ret     | 48  | Jorge Lorenzo    | Yamaha      | 0       | Retirado. | 4        |        |
| Fuente: |     |                  |             |         |           |          |        |